# Ingeniero de ecosistemas

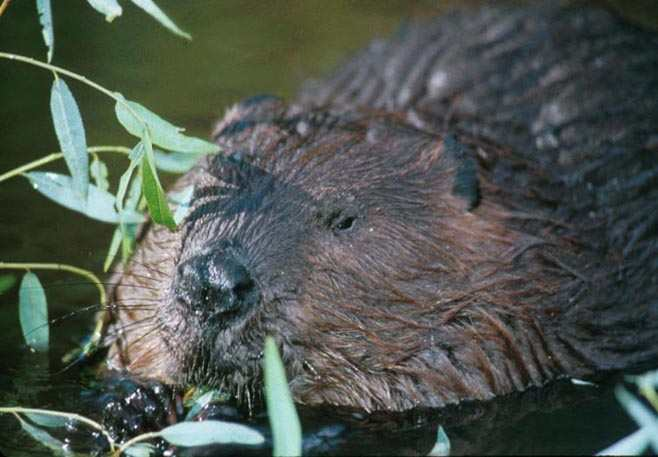
Los castores son típicos ingenieros de ecosistemas porque sus diques cambian el flujo del río y su ecología.

Un ingeniero de ecosistemas es un organismo que crea, modifica, mantiene o destruye un hábitat. Tales especies ejercen influencia en la riqueza de especies o biodiversidad y en la heterogeneidad del paisaje de un área. Como consecuencia, los ingenieros de ecosistemas son importantes en la conservación de la salud y estabilidad del ambiente en que viven. Algunos proponen que sólo las especies clave sean consideradas ingenieros de ecosistemas, ya que todas las especies tienen algún efecto en su ambiente. Las especies clave se caracterizan por ejercer un efecto marcado en otros organismos.

## Tipos

### Ingenieros alogénicos
Modifican el ambiente por medios mecánicos alterando materiales. El castor es el ejemplo típico; en el proceso de cortar árboles y construir diques, cambia el ecosistema en medida considerable. Esto permite que vivan muchas otras especies que no están presentes donde no hay diques de castores. Las larvas de ciertas especies de Lepidoptera construyen refugios de hojas y así proporcionan microhabitats para otros organismos que pueden usar los refugios simultáneamente o después de ser abandonados por la oruga. 

### Ingenieros autogénicos
Modifican el ambiente al modificarse a sí mismos. Cuando los árboles crecen sus troncos y ramas proveen hábitats para otras especies. En las regiones tropicales las lianas conectan diferentes árboles creando senderos puentes para especies animales que pueden viajar de un árbol a otro.

## Importancia
La identificación de los ingenieros de ecosistemas de un lugar puede ser importante cuando se trata de comprender las interacciones de los individuos dentro de un ambiente, especialmente cuando se considera la disponibilidad de recursos.
La presencia de ciertos ingenieros de ecosistemas está ligada a una mayor riqueza del número de especies. Los organismos que modifican el hábitat, como el castor crean más hábitat y heterogeneidad, lo cual permite una mayor presencia de especies. Se piensa que, al igual que con las especies paraguas, ha de ser posible proteger la diversidad biológica total de un lugar si se protege a los ingenieros de ecosistemas. Los castores contribuyen a una mayor diversidad de plantas y hasta protegen a una especie de mariposa poco común (Neonympha mitchellii francisci).
La biodiversidad también puede ser afectada por la capacidad de los ingenieros de ecosistemas de incrementar la complejidad de los procesos, permitiendo potencialmente mayor riqueza de especies y diversidad al nivel de ecosistemas locales, como es el caso de los castores en bosques riparios y humedales.
Otros ejemplos de ingenieros de ecosistemas son los elefantes que causan grandes cambios con sus métodos de alimentación, al excavar y arrancar árboles.
No solo los animales, sino también otros organismos como hongos pueden ser ingenieros de ecosisitemas. Son capaces de conectar plantas que están lejos unas de otras y transportar nutrientes entre ellos en el caso de micorrizas.
Los seres humanos son a menudo ingenieros alogénicos; este proceso es estudiado por la ecología humana.

### Especies introducidas
Las especies introducidas son a menudo ingenieros de ecosistemas. El kudzu, una planta leguminosa del Japón fue introducida en el sudeste de Estados Unidos, donde se ha convertido en una planta invasora; allí está cambiando la distribución de un número de especies de aves y otros animales en los lugares donde predomina y donde ha reemplazado a un número de árboles nativos. El mejillón cebra es otra especie invasora que ha modificado los hábitats donde se ha difundido en los ríos de Norteamérica. Algunos invertebrados acuáticos aumentan sus números al estar protegidos contra predadores por el mejillón cebra. Éste también induce el crecimiento de algas al permitir que la luz penetre más profundamente en el agua.